# Simulium vangilsi
Simulium vangilsi es una especie de insecto del género Simulium, familia Simuliidae, orden Diptera.

## Distribución
Se distribuye por el Congo.

## Taxonomía
Fue descrita científicamente por Wanson, 1947.